# イムス富士見総合病院
医療法人社団明理会 イムス富士見総合病院（イムスふじみそうごうびょういん）は、埼玉県富士見市にある病院。イムスグループ
。

## 沿革
この節の出典
- 1971年(昭和46年)1月 - 鶴瀬病院開設。
- 2009年(平成21年)3月 - イムス富士見総合病院に名称変更し新設移転。
- 2016年(平成28年)4月 - 一般病床341床に増床。
- 2017年(平成29年)10月 - 病院機能評価一般病院2 機能評価種別版評価項目 3rdG:Ver.1.1認定。
- 2024年(令和6年)3月 - 周産期棟を新設し、分娩取扱開始

## 診療科
- 内科
- 神経内科
- 循環器内科
- 透析内科
- 小児科
- 小児外科
- 外科
- 心臓血管外科
- 血管外科
- 脳神経外科
- 脊椎・脊髄外科
- 整形外科
- 乳腺頭頚部外科
- 皮膚科
- 泌尿器科
- 婦人科
- 耳鼻咽喉科
- 麻酔科
- 放射線科
- 総合診療科
- リハビリテーション科

## 交通
- 東武東上線鶴瀬駅東口下車、イムス富士見総合病院送迎バス約10分